# 豪恩施泰因山麓圣卡特赖因
豪恩施泰因山麓圣卡特赖因是奥地利施蒂利亚州魏茨县的一个市镇。总面积19.26平方公里，总人口716人，人口密度37.2人/平方公里（2005年）。